# La Salustia
La Salustia ist eine Opera seria in drei Akten von Giovanni Battista Pergolesi. Das Libretto stammt vermutlich von Sebastiano Morelli oder Gennaro Antonio Federico und ist eine Bearbeitung von Apostolo Zenos Alessandro Severo. Die Uraufführung war im Januar 1732 im Teatro San Bartolomeo in Neapel.

## Handlung
Vorgeschichte: Alessandro Severo (Severus Alexander), war von seinem Onkel Elagabal zum Nachfolger bestimmt worden und übernahm im Alter von dreizehn Jahren nach dessen Ermordung die römische Kaiserwürde. Zunächst stand er unter der Vormundschaft seiner Mutter Giulia Mammea (Julia Mamaea), die seine Ehe mit der jungen Edeldame Salustia (Orbiana) arrangierte. Alessandro verliebte sich bald in Salustia, ernannte sie zur Kaiserin und ließ ihr allerlei Ehrungen zuteilwerden, die zuvor allein seiner Mutter vorbehalten waren. Giulia wurde daraufhin eifersüchtig auf ihre Schwiegertochter und versuchte mit allen Mitteln, die unliebsame Konkurrentin wieder loszuwerden.
Die Oper beginnt mit einer Feier zum Jahrestag von Alessandros Thronbesteigung. Alessandro ernennt Salustias Vater Marziano (Seius Sallustius) zum Oberbefehlshaber der Armee. Giulia leidet unter ihrer wachsenden Eifersucht. Im zweiten Handlungsstrang trifft die junge Albina auf der Suche nach ihrem früheren Geliebten Claudio in Rom ein. Da dieser das Interesse an ihr verloren hat, bittet sie Salustia um Unterstützung. Giulia schiebt ihrem Sohn ein Dokument unter, das dieser bereitwillig unterschreibt. Er ahnt nicht, dass er mit seiner Unterschrift Salustia verstößt. Nachdem deren Vater davon erfahren hat, beschließt er zusammen mit Claudio, Giulia zu ermorden – zunächst durch Gift, und falls das fehlschlagen sollte, durch das Schwert. Albina belauscht ihre Unterredung. Um sich an Claudio zu rächen, verrät sie Salustia den Mordplan. Beim folgenden Bankett verhindert Salustia den Giftanschlag. Da sie aber den Schuldigen – ihren Vater – nicht nennen will, fällt der Verdacht auf sie selbst. Weder Giulias Drohungen noch Alessandros Flehen können sie zum Reden bewegen. Claudio erfährt von Albina, dass sie selbst Salustia den Plan verraten hat. Er ist beeindruckt von ihrer Entschlossenheit. Als Giulia vor ihren Gemächern eingeschlafen ist, unternimmt Marziano einen zweiten Mordversuch – doch Salustia verteidigt die Kaiserin gegen ihn. Marziano wird festgenommen und soll in der Arena wilden Tieren zum Fraß vorgeworfen werden. Auf Salustias Bitten entscheidet Giulia, dass er nur eine einzige Bestie bekämpfen muss und freikommt, wenn er diese besiegt. Nachdem ihm das gelungen ist, ist auch Giulias Zorn verflogen. Sie akzeptiert Salustia wieder als Schwiegertochter und vergibt Marziano. Auch Claudio und Albina können heiraten.

### Erster Akt
Prachtvoller Thronsaal vor dem Kapitol
Szene 1. Unter Lobgesängen des Volks und seiner Soldaten führt Kaiser Alessandro seine Gemahlin Salustia zum Thron (Chor: „Viva viva il nostro augusto“). Es ist der Jahrestag seiner Thronbesteigung. Bei ihnen befinden sich außerdem Salustias Vater Marziano und dessen Freund Claudio. Alessandro ernennt Marziano zum Oberbefehlshaber über die Armee. Claudio meldet, dass der Botschafter der Parther eine Unterredung wünscht.
Szene 2. Alessandros Mutter Giulia tritt hinzu und beglückwünscht ihren Sohn und seine Frau. Doch gibt sie deutlich zu verstehen, dass ihr ihr eigener Machtverlust nicht behagt, seitdem Salustia als Kaiserin anerkannt ist. Marziano rät seiner Tochter, Alessandro immer zu ehren und sich vor dem Zorn Giulias zu hüten (Arie Marziano: „Al real piede ognora“). Er entfernt sich mit Claudio.
Szene 3. Salustia bemüht sich, Giulia entgegenzukommen, wird aber von ihr zurechtgewiesen. Der von diesem Verhalten verwirrte Alessandro weiß nicht, wie er reagieren soll. Salustia fühlt sich von ihm im Stich gelassen und versteht nicht, was sie falsch gemacht haben soll (Arie Salustia: „Tu volgi altrove il ciglio“).
Szene 4. Claudio holt Alessandro zur Unterredung mit dem parthischen Botschafter ab. Alessandro ist immer noch völlig durcheinander (Arie Alessandro: „A un lampo di timore“).
Szene 5. Nachdem alle anderen gegangen sind, lässt Giulia ihrer Eifersucht freien Lauf (Arie Giulia: „De la superba in seno“).
Kaiserliche Gemächer
Szene 6. Die in Männerkleidung auftretende Albina trifft mit ihrem früheren Geliebten Claudio zusammen. Zuerst will er sie in ihrer Verkleidung nicht wiedererkennen. Als sie ihn endlich von ihrer Identität überzeugt hat, erklärt er, dass ihm der Ruhm inzwischen wichtiger sei als die Liebe (Arie Claudio: „D’amor la saetta“).
Szene 7. Albina bittet Salustia um Hilfe und erzählt ihre Geschichte: Sie hatte sich von Claudio trennen müssen, als ihr Vater zum Statthalter Siziliens ernannt worden war. Da sie Claudio nicht aufgeben wollte, schlug sie sich verkleidet bis nach Rom durch. Salustia beruhigt sie. Da Claudio keine andere Geliebte habe, werde er bald zu ihr zurückfinden. Doch Albina verzweifelt an der Liebe (Arie Albina: „Soleva il traditore“).
Szene 8. Salustia versucht, mit Alessandro ins Gespräch zu kommen. Da aber auch Giulia hereinkommt, versteckt sie sich, um sie zu beobachten. Giulia bittet Alessandro, ein Bittgesuch zu unterschreiben, was dieser ungelesen tut. Salustia hat ein ungutes Gefühl dabei, kann es aber nicht verhindern. Giulia erklärt Alessandro zu seinem Entsetzen, dass sie ihm Salustia lediglich als Bettgenossin zur Frau gegeben hatte, sie aber nie als Kaiserin die ihr selbst gebührende Stelle einnehmen sollte. Daher müsse er sie nun verstoßen. Sie fordert ihn auf, ein entsprechendes Dekret aufzusetzen. Widerstrebend fängt Alessandro an zu schreiben, doch Salustia tritt aus ihrem Versteck und entreißt ihm zornig das Papier. Sie versichert ihre Unschuld, und Alessandro gibt ihr recht. Doch da erklärt Giulia, dass er den eigentlichen Erlass bereits unterzeichnet habe: Es war das angebliche Bittschreiben. Sie entfernt sich triumphierend (Arie Giulia: „Or che dal regio trono“).
Szene 9. Salustia und Alessandro beklagen sich über die Hartherzigkeit seiner Mutter. Alessandro verspricht gar zurückzutreten, falls der Senat dem Erlass zustimmen sollten. Das geht Salustia jedoch zu weit. Alessandro verleiht seinem Kummer in der folgenden Arie Ausdruck (Arie Alessandro: „Andrò ramingo e solo“).
Szene 10. Salustia erzählt ihrem Vater Marziano von ihrer bevorstehenden Verstoßung durch die Kaiserin. Der meint, in diesem Fall müsse man härtere Maßnahmen ergreifen. Wenn Salustia ihren Ehemann und den Thron behalten wolle, müsse sie zuhören und genau tun, was er sage. Salustia möchte nichts Untugendhaftes tun und lieber auf ihre Liebe und ihre Position verzichten. Aber Marziano hat sich bereits entschieden: Die Kaiserin Giulia muss sterben, auch wenn es ihn selbst das Leben kosten sollte (Arie Marziano: „Per trucidar la perfida“).
Szene 11. Salustia ist verzweifelt zurückgeblieben. Sie sehnt sich nur noch nach dem Tod (Arie Salustia: „Sento un acerbo duolo“).

### Zweiter Akt
Kaiserliche Loggien
Szene 1. Marziano und Claudio unterhalten sich über die Tyrannei der Kaiserin. Ihr Gespräch wird unterbrochen, als diese selbst vorbeikommt. Um Giulia zu täuschen, teilt Marziano ihr mit, dass er sich von seiner Tochter lossagt, da er sie für undankbar gegen ihre Wohltäterin halte. Er versichert Giulia seine bedingungslose Treue. Sie lobt ihn dafür. Marziano und Claudio, der erst kürzlich zum Anführer der Wache ernannt wurde, lassen sich ihre Ämter von Giulia bestätigen. Giulia verachtet zwar den Ehrgeiz der Tochter, schätzt aber die Treue ihres Vaters (Arie Giulia: „Odio di figlia altera“).
Szene 2. Nachdem Giulia wieder gegangen ist, können Marziano und Claudio ihren Mordplan weiter besprechen. Doch unbemerkt von den beiden kommt Albina herein und belauscht ihr Gespräch. Marziano will bei Sonnenuntergang mit seinen Leuten in Giulias Gemächer eindringen, um sie zu töten. Doch Claudio hat bereits einen der Küchendiener dazu bewogen, Gift in das Essen der Kaiserin zu mischen. Falls der Anschlag scheitern sollte, will Marziano übernehmen (Arie Marziano: „Talor di fiume altero“).
Szene 3. Albina sucht erneut ein Gespräch mit Claudio. Der jedoch weist sie brüsk zurück und lässt sich auch durch ihre Rachedrohungen nicht beeindrucken (Arie Claudio: „Vuoi ch’io rispondi? Ascolta“).
Szene 4. Nun sinnt Albina auf Rache an Claudio. Sie beschließt, den erlauschten Mordplan zu enthüllen. Um nicht auch Salustias Vater in Gefahr zu bringen, will sie den Plan nur dieser offenbaren. In ihrer Arie bittet sie Amor, das Herz ihres Geliebten von Neuem zu entflammen (Arie Albina: „Se tu accendessi Amore“).
Zum Bankett vorbereiteter Saal
Szene 5. Salustia hat sich den Küchendienern angeschlossen und deckt gemeinsam mit ihnen in Bediensteten-Kleidung den Tisch, an dem sie vormals als Kaiserin saß. Albina deutet ihr an, dass sich ihr Schicksal bald ändern könnte. Liebe und Tod seien stärker als Giulia und ihr Zorn, denn Marziano habe einen Plan entwickelt. Die beiden gehen beiseite und unterhalten sich leise weiter. Dann entfernt sich Albina.
Szene 6. Giulia, Alessandro, Marziano und Claudio treten ein. Giulia lädt alle zum Mahl ein. Sie freut sich über die Demütigung Salustias und greift nach ihrer Tasse. Bevor sie diese aber leeren kann, entreißt Salustia sie ihr und wirft sie zu Boden. Giulias Zornesausbruch erwidert Salustia mit dem Hinweis auf das Gift. Da sie jedoch ihren Vater nicht als Schuldigen bezeichnen will, lässt Giulia Salustia festnehmen. Salustia ist wütend über ihre ungerechte Behandlung (Arie Salustia: „Tu m’insulti? Non pavento“). Sie wird von den Wachen in Giulias Gemächer gebracht, wo sie weiter verhört werden soll.
Szene 7. Giulia fordert Marziano auf, seine Vatergefühle zu vergessen und Salustia zum Reden zu bewegen. Marziano verspricht ihr, nötigenfalls auch Gewalt anzuwenden. Nachdem Giulia gegangen ist, meint Marziano, dass er nicht glaube, dass Salustia nachgeben werde. Alessandro leidet unter dem Vorgefallenen (Arie Alessandro: „Giacché gl’affanni miei“).
Szene 8. Marziano und Claudio rätseln darüber, wie Salustia von ihrem Anschlag erfahren haben könnte. Nun müssen sie auf Marzianos Alternativplan zurückgreifen. Marziano entfernt sich. Albina kommt herein und gibt Claudio zu verstehen, dass sie von der Verschwörung wisse. Wenn er erfahren wolle, wer der Verräter sei, solle er sie in den Thermen treffen.
Szene 9. Claudio fühlt sich dem Schicksal ausgeliefert (Arie Claudio: „Parmi, che il cielo d’oscuro velo“).
Königlicher Thronsaal
Szene 10. Giulia bittet die Götter um Unterstützung. Marziano kommt herein und zieht sein Schwert, um Giulia zu ermorden. Doch als Alessandro auftaucht, behauptet er, dass er sich aus Verzweiflung über seine missratene Tochter selbst töten wollte. Giulia redet ihm das aus. Sie beauftragt eine Wache, Salustia zu holen, damit Marziano sie verhören könne. Alessandro und Giulia setzen sich auf den Thron, um das Verhör zu beobachten.
Szene 11. Salustia ist entsetzt, ihren eigenen Vater als Richter vorzufinden. Da Marziano sie nicht zum Reden bringen kann, greift Giulia ein und verspricht, sie wieder in ihre Ehren einzusetzen, wenn sie nur den Täter preisgebe. Auch Alessandro fleht sie an, die Qualen seiner Mutter zu beenden. Doch Salustia bleibt standhaft (Quartett Salustia/Alessandro/Marziano/Giulia: „Vado a morir ben mio“).

### Dritter Akt
Kaiserliche Thermen
Szene 1. Claudio kommt zum vereinbarten Treffen mit Albina, um von ihr den Namen des Verräters zu erfahren. Albina offenbart ihm, dass sie selbst dieser Verräter sei und durch seine Zurückweisung dazu getrieben wurde. Sie zieht ihr Messer und fordert ihn auf, sich zu verteidigen. Das bringt Claudio wieder zur Besinnung. Er erinnert sich an seine alte Liebe zu ihr und bittet sie um Vergebung. Albina jedoch fordert „seinen Schmerz“ als weiteren Liebesbeweis (Arie Albina: „Voglio dal tuo dolore“).
Szene 2. Claudio ist wieder in Liebe zu Albina entbrannt (Arie Claudio: „Benché sia forte il cor“).
Laubengang vor den königlichen Gemächern
Szene 3. Aus Furcht vor weiteren Anschlägen findet Giulia keine Ruhe. Doch die Müdigkeit überwältigt sie. Sie setzt sich hin und schläft ein. Salustia kommt hinzu und wundert sich darüber.
Szene 4. Marziano erscheint mit seinen Leuten, um den Mord jetzt doch noch zu vollbringen. Giulia wacht auf und beschuldigt zunächst Salustia des Mordversuchs. Salustia bittet ihren Vater um ein Schwert, um ihre Rache selbst ausüben zu können. Marziano gibt ihr sein eigenes und übernimmt selbst eines der Wachen. Doch dann stellt sich Salustia vor die Kaiserin, um diese gegen ihren Vater zu verteidigen. Dabei überreicht sie dieser ein Stilett, mit dem Giulia sie nun allerdings selbst bedroht, um Marziano von einem Angriff abzuhalten.
Szene 5. Alessandro kommt mit den Wachen und lässt Marziano festnehmen. Giulia verurteilt ihn zum Tod. Marziano akzeptiert furchtlos sein Schicksal (Arie Marziano: „Sì, tiranna, fra dure ritorte“). Er wird abgeführt.
Szene 6. Salustia fleht vergeblich um Gnade für ihren Vater (Arie Salustia: „Per queste amare lagrime“).
Szene 7. Auch Alessandro bittet jetzt für Marziano, doch Giulias Zorn ist nur durch seinen Tod zu besänftigen (Arie Giulia: „Se all’ultimo suo fato“).
Szene 8. Alessandro steckt in einem Zwiespalt zwischen der Liebe zu seiner Mutter und der zu Salustia und weiß keinen Ausweg (Arie Alessandro: „In mar turbato e nero“).
Großes Amphitheater, in dem Marziano den Tieren zum Fraß vorgeworfen werden soll; eine große Menge Zuschauer in den Rängen
Szene 9. Giulia, Claudio und Albina erscheinen. Claudio bittet noch einmal vergeblich um Gnade für Marziano.
Szene 10. Alessandro kommt hinzu. Er überredet seine Mutter, Salustia noch eine letzte Bitte zu gewähren.
Szene 11. Salustia erscheint mit Tränen in den Augen. Sie hat den bevorstehenden Tod ihres Vaters akzeptiert, bittet aber darum, ihn nur gegen eine einzige Bestie antreten zu lassen. Nachdem auch die anderen diese Bitte unterstützen, gestattet Giulia das. Alle setzen sich.
Szene 12. Zu den Klängen einer „grausigen“ Sinfonia wird Marziano in die Arena geführt. Er ist entsetzt, auch seine verräterische Tochter unter den Zuschauern zu sehen. Doch diese ruft ihm zu, dass er nur ein einziges Raubtier zu besiegen brauche, um sein Leben zu retten. Marziano nimmt den Kampf auf (Arie Marziano: „Mostro crudele, orrendo!“). Trompeten erschallen, und ein Leopard wird in die Arena gelassen, den Marziano glücklich besiegen kann. Nun ist auch Giulias Zorn besänftigt. Sie akzeptiert Salustia wieder als Schwiegertochter und vergibt Marziano. Salustia erzählt Alessandro von der Liebe Albinas und Claudios und bittet ihn, die beiden zu vermählen. Alle besingen den wiedergewonnenen Frieden (Tutti: „Ritorni al nostro cor la bella pace“).

## Gestaltung

### Instrumentation
Die Orchesterbesetzung der Oper enthält die folgenden Instrumente:
- zwei Oboen
- zwei Hörner
- zwei Trompeten
- Streicher
- Basso continuo

### Musiknummern
Die folgende Liste bezieht sich auf die ursprüngliche Fassung vor der Umbesetzung der Rollen des Marziano und des Claudio, wie sie im gedruckten Libretto angegeben ist.
Erster Akt
- Chor: „Viva viva il nostro augusto“ (Szene 1)
- Arie Marziano: „Al real piede ognora“ (Szene 2)
- Arie Salustia: „Tu volgi altrove il ciglio“ (Szene 3)
- Arie Alessandro: „A un lampo di timore“ (Szene 4)
- Arie Giulia: „De la superba in seno“ (Szene 5)
- Arie Claudio: „D’amor la saetta“ (Szene 6)
- Arie Albina: „Soleva il traditore“ (Szene 7)
- Arie Giulia: „Or che dal regio trono“ (Szene 8)
- Arie Alessandro: „Andrò ramingo e solo“ (Szene 9)
- Arie Marziano: „Per trucidar la perfida“ (Szene 10)
- Arie Salustia: „Sento un acerbo duolo“ (Szene 11)

Zweiter Akt
- Arie Giulia: „Odio di figlia altera“ (Szene 1)
- Arie Marziano: „Talor di fiume altero“ (Szene 2)
- Arie Claudio: „Vuoi ch’io rispondi? Ascolta“ (Szene 3)
- Arie Albina: „Se tu accendessi Amore“ (Szene 4)
- Arie Salustia: „Tu m’insulti? Non pavento“ (Szene 6)
- Arie Alessandro: „Giacché gl’affanni miei“ (Szene 7)
- Arie Claudio: „Parmi, che il cielo d’oscuro velo“ (Szene 9)
- Quartett Salustia/Alessandro/Marziano/Giulia: „Vado a morir ben mio“ (Szene 11)

Dritter Akt
- Arie Albina: „Voglio dal tuo dolore“ (Szene 1)
- Arie Claudio: „Benché sia forte il cor“ (Szene 2)
- Arie Marziano: „Sì, tiranna, fra dure ritorte“ (Szene 5)
- Arie Salustia: „Per queste amare lagrime“ (Szene 6)
- Arie Giulia: „Se all’ultimo suo fato“ (Szene 7)
- Arie Alessandro: „In mar turbato e nero“ (Szene 8)
- Sinfonia (Szene 12)
- Arie Marziano: „Mostro crudele, orrendo!“ (Szene 12)
- Sinfonia (Szene 12)
- Tutti: „Ritorni al nostro cor la bella pace“ (Szene 12)

## Werkgeschichte

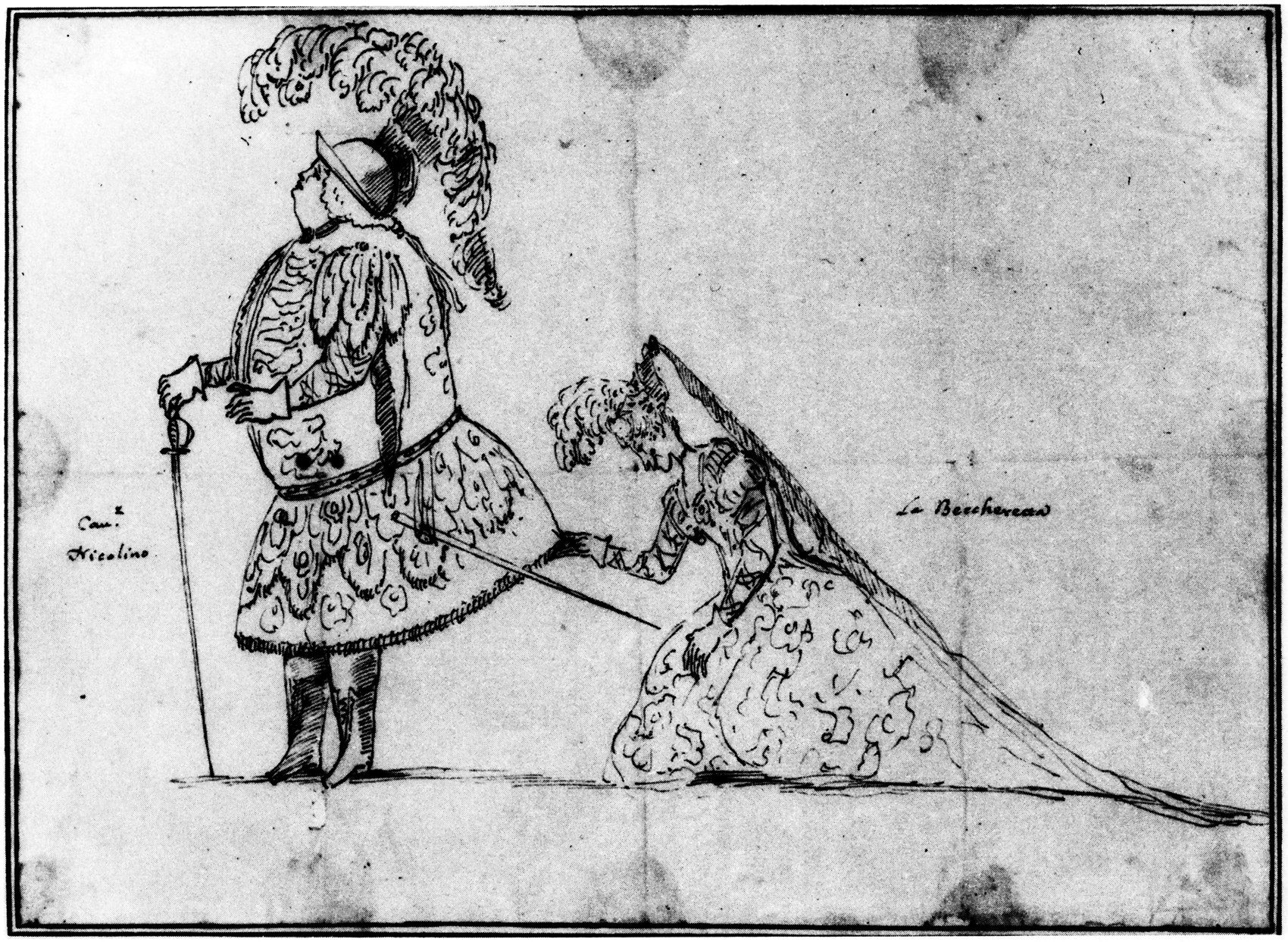
Nicolò Grimaldi (Marziano) und Lucia Facchinelli (Salustia)

La Salustia ist Pergolesis erste Oper. Das Libretto ist eine anonyme Bearbeitung von Apostolo Zenos vielfach vertontem Alessandro Severo. Als Bearbeiter wurden Sebastiano Morelli oder Gennaro Antonio Federico vermutet.
Für die Uraufführung im Januar 1732 im Teatro San Bartolomeo war ursprünglich der Soprankastrat Nicolò Grimaldi („Nicolini“) für die Rolle des Marziano vorgesehen. Doch dieser erkrankte während der Probenzeit und verstarb am 1. Januar 1732 noch vor der Uraufführung. Als Ersatz wurde der erst siebzehnjährige Soprankastrat Gioacchino Conti („Gizziello“) aus Rom herbeigerufen. Pergolesi musste kurzfristig einige Änderungen an der Musik vornehmen. Da Conti für die Rolle des Marziano noch zu jung war, übernahm er stattdessen die Partie des Claudio, während der Tenor Francesco Tolve den Marziano sang. Die Stimmlagen dieser beiden Partien mussten also angepasst werden. Die Uraufführung konnte erst in der zweiten Januarhälfte stattfinden.
Außer Conti (Claudio) und Tolve (Marziano) sangen bei der Uraufführung Teresa Cotti (Giulia), Angiola Zanucchi (Alessandro), Lucia Facchinelli (Salustia) und Anna Mazzoni (Albina). Zwischen den Akten wurden die beiden Teile von Pergolesis Intermezzo Nerina e Nibbio gespielt, zu dem der Librettist (möglicherweise Domenico Caracajus) selbst die Rezitative des zweiten Teils schreiben musste, da Pergolesi wohl die Zeit ausging. Die Musik des Intermezzos ist nicht erhalten. Die Aufführung von La Salustia war ein Misserfolg, und die Oper wurde bereits am 2. Februar durch Francesco Mancinis Alessandro nell’Indie ersetzt.

## Aufnahmen und Aufführungen in neuerer Zeit
- Juli 2008 (Aufführungen beim Montpellier-Festival, ursprüngliche Fassung): Antonio Florio (Dirigent), La Capella della Pietà dei Turchini, Jean-Paul Scarpitta (Inszenierung). Marina de Liso (Marziano), Maria Ercolano (Salustia), Raffaella Milanesi (Giulia), José Maria Lo Monaco (Alessandro), Valentina Varriale (Albina), Cyril Auvity (Claudio).[7][8]
- 2011 (Aufführungen in Jesi und DVD; in Jesi wurden sowohl die ursprüngliche Fassung als auch die für die Uraufführung modifizierte Fassung gespielt. Die DVD enthält die modifizierte Fassung.[3]): Corrado Rovaris (Dirigent), Accademia Barocca de I Virtuosi Italiani, Juliette Deschamps (Inszenierung). Vittorio Prato (Marziano), Serena Malfi (Salustia), Laura Polverelli (Giulia), Florin Cezar Ouatu (Alessandro), Giacinta Nicotra (Albina), Maria Hinojosa Montenegro (Claudio). Arthaus Musik 101651.[9]